# Municipio de Tetritskaro
El municipio de Tetritskaro (en georgiano: თეთრი წყაროს მუნიციპალიტეტი) es un municipio en el centro de Georgia perteneciente a la región de Baja Iberia. El área total del municipio es 1174 kilómetros cuadrados y su centro administrativo es Tetritskaro. La población era 22.485, según el censo de 2014.

## Geografía
El municipio de Tetritskaro limita al este con el municipio de Gardabani y Marneuli, al este con los municipios de Tsalka y Dmanisi, y en el sur con Bolnisi, todos en la región de Baja Iberia. En el norte limita con el municipio de Kaspi en la región de Iberia Interior y con el municipio de Mtsjeta en la región de Mtsjeta-Mtianeti.
El municipio de Tetritskaro se caracteriza por un terreno montañoso. Tetritskaro cubre principalmente el área de las estribaciones orientales de la cordillera de Trialeti entre el valle del Kurá o la llanura del Baja Iberia en el este al sureste y la meseta de Tetritskaro en el oeste.

### Clima
Tetritskaro está dominada por un clima moderadamente húmedo, con inviernos moderadamente fríos y veranos largos y cálidos. La precipitación media anual es de 500 mm (en las tierras bajas) a 900 mm (en las montañas). 

## Historia
Después del colapso del reino medieval de Georgia en el siglo XVI, el área del municipio perteneció al reino de Iberia, luego a Kartli-Kajetia, que se unió en 1762. Aunque pertenecía al Imperio ruso desde 1801, el sur formó partedel uyezd de Borjali en la gobernación de Tiflis, que estaba habitada predominantemente por armenios, azerbaiyanos (en ese momento, al igual que otros grupos étnicos de habla turca, conocidos como tártaros) y griegos.
El raión de Manglisi se formó en 1929 como parte de la gobernación de Tiflis, desde 1930 ha estado directamente subordinado a la República Socialista Soviética de Georgia bajo el nombre de distrito de Agbulajo-Manglisi. En la primera mitad de la década de 1930, pasó a llamarse raión de Agbulaj. El 19 de septiembre de 1940, pasó a llamarse raión de Tetritskaro. En 1951-1953 formó parte de la región de Tiflis, hasta que se restauró el raión de Tetritskaro.
Después de que Georgia obtuviera la independencia, el raion se asignó a la recién formada región del Baja Iberia en 1995 y se convirtió en municipio en 2006.

## Política
La asamblea municipal de Tetritskaro (en georgiano: თეთრიწყაროს საკრებულო) es un órgano representativo en el municipio de Tetritskaro, que consta de 30 miembros que se eligen cada cuatro años. La última elección se llevó a cabo en octubre de 2021 y la ganó Giorgi Tsiklauri del Sueño georgiano.
| Partido político | Partido político                       | 2017 | 2021 |
| ---------------- | -------------------------------------- | ---- | ---- |
|                  | Sueño georgiano                        | 29   | 27   |
|                  | Movimiento Nacional Unido              | 3    | 7    |
|                  | Para Georgia                           |      | 1    |
|                  | Lelo por Georgia                       |      | 1    |
|                  | Alianza de los Patriotas de Georgia    | 1    |      |
|                  | Movimiento Democrático - Georgia Unida | 1    |      |
|                  | Partido Laborista Georgiano            | 1    |      |
| Total            | Total                                  | 35   | 36   |

## División administrativa
El municipio consta de una ciudad, Tetritskaro, 1 dabas o asentamiento de tipo urbano (Manglisi), 19 comunidades de pueblos (sopeli). 
Los pueblos y aldeas son: Abrameti, Abeliani, Ajali Zirbiti, Ajali Marabda, Ajali Pantiani, Ajalsopeli, Algueti, Alekseevka, Amlevi, Ardisubani, Arjoti, Asureti , Bogvi, Borbalo, Chinchriani, Chivchavi, Chjikvta, Dagueti, Didgori, Didi Durnuki, Didi Iraga, Didi Kldeisi, Didi Toneti, Dre, Dzhigrasheni, Dzhordzhiashvili, Dzhvara, Dzveli Marabda, Dzhvrisjevi, Enagueti, Ertisi, Golovani, Golteti, Goubani, Gojnari, Gudareji, Gvevi, Ipnari, Ivanovka, Jaishi, Jopisi, Koda, Kodistskaro, Kosalari, Kotishi, Ksovreti, Kvemo Ajalsheni, Kvemo Ajkalapa, Lipi, Matsevani, Menkalisi, Mesame Shamta, Mojisi, Mujati, Navtiani, Namtvriani, Naosari, Napilnari, Orbeti, Partsjisi, Patara Durnuki, Patara Iraga, Patara Kldeisi, Patara Toneti, Pitareti, Sagrasheni, Samgereti, Samshvilde, Sapudzrebi, Shavsakdari, Shamta, Shejvetila, Shijilo, Tbisi, Tsintskaro, Tsknari Abano, Vake, Vaneti, Varjuno, Vashlovani, Vizirovka, Zemo Ajalsheni, Zemo Ajkalapa, Zirbiti.

## Demografía
El municipio de Tetritskaro ha tenido una disminución de población desde 1939, teniendo hoy sobre el 56% de los habitantes de entonces.
| Población del municipio de Tetritskaro                                 | Población del municipio de Tetritskaro | Población del municipio de Tetritskaro | Población del municipio de Tetritskaro | Población del municipio de Tetritskaro | Población del municipio de Tetritskaro | Población del municipio de Tetritskaro | Población del municipio de Tetritskaro | Población del municipio de Tetritskaro | Población del municipio de Tetritskaro | Población del municipio de Tetritskaro | Población del municipio de Tetritskaro |
|                                                                        | 1897                                   | 1922                                   | 1926                                   | 1939                                   | 1959                                   | 1970                                   | 1979                                   | 1989                                   | 2002                                   | 2014                                   | 2021                                   |
| ---------------------------------------------------------------------- | -------------------------------------- | -------------------------------------- | -------------------------------------- | -------------------------------------- | -------------------------------------- | -------------------------------------- | -------------------------------------- | -------------------------------------- | -------------------------------------- | -------------------------------------- | -------------------------------------- |
| Municipio de Tetritskaro                                               | -                                      | -                                      | -                                      | 40 286                                 | 39 150                                 | 36 945                                 | 34 593                                 | 36 432                                 | 25 354                                 | 21 127                                 | 22 485                                 |
| Ciudad de Tetritskaro                                                  | -                                      | -                                      | -                                      | 2156                                   | 5564                                   | 6896                                   | 7281                                   | 8642                                   | 4041                                   | 3093                                   |                                        |
| Datos: Estadística de población de Georgia desde 1897 hasta hoy. Nota: |                                        |                                        |                                        |                                        |                                        |                                        |                                        |                                        |                                        |                                        |                                        |

La población está compuesta por un 82% de georgianos, mientras que los armenios y azeríes son el 7,3% y los griegos sólo menos del 1%.
|              | 1939      | 1939       | 1959      | 1959       | 2002      | 2002       | 2014      | 2014       |
| Grupo étnico | Población | Porcentaje | Población | Porcentaje | Población | Porcentaje | Población | Porcentaje |
| ------------ | --------- | ---------- | --------- | ---------- | --------- | ---------- | --------- | ---------- |
| Georgianos   | 15 810    | 35,6%      | 17 085    | 43,6%      | 18 769    | 74,03%     | 17 424    | 82,47%     |
| Armenios     | 11 444    | 25,8%      | 6887      | 17,6%      | 2632      | 10,38%     | 1544      | 7,31%      |
| Rusos        | 5198      | 11,7%      | 3551      | 9,1%       | 689       | 2,72%      | 277       | 1,31%      |
| Ucranianos   | 5198      | 11,7%      | 202       | 0,5%       | 14        | 0,06%      | 18        | 0,08%      |
| Griegos      | 5539      | 12,5%      | 6812      | 17,4%      | 1281      | 5,05%      | 186       | 0,88%      |
| Azeríes      | 1206      | 2,7%       | 1472      | 3,8%       | 1641      | 6,47%      | 1548      | 7,32%      |
| Osetios      | 3058      | 6,9%       | 2858      | 7,3%       | 205       | 0,81%      | 85        | 0,40%      |
| Yazidíes     | -         | -          | -         | -          | -         | -          | 5         | 0,02%      |
| Abjasios     | -         | -          | -         | -          | 16        | 0,06%      | 4         | 0,02%      |
| Asirios      | 13        | 0,1%       | -         | -          | -         | -          | 1         | 0,01%      |
| Judíos       | 27        | 0,1%       | 7         | 0,1%       | -         | -          | -         | -          |
| Kurdos       | 71        | 0,2%       | 75        | 0,2%       | -         | -          | -         | -          |
| Alemanes     | 1627      | 3,7%       | -         | -          | -         | -          | -         | -          |
| Tártaros     | 334       | 0,8%       | -         | -          | -         | -          | -         | -          |
| Lezguinos    | 8         | 0,1%       | -         | -          | -         | -          | -         | -          |
| Total        | 40 286    | 100%       | 39 150    | 100%       | 25 354    | 100%       | 21 127    | 100%       |

Los azeríes viven principalmente en el pueblo de Kosalari, mientras que los armenios viven en pueblos del sur como Samshvilde o Dagueti y los griegos siguen siendo mayoría en Tsintskaro y los osetios, en Arjoti y Chinchriani.

## Economía
La agricultura ocupa un lugar destacado en la economía del municipio ya que la mayor parte de la población está empleada en este campo. El municipio de Tetritskaro es rico en recursos minerales, hay depósitos de basalto, mineral, cal y manganeso en el municipio. 

## Infraestructura

### Lugares de interés
En el territorio del municipio está la catedral de Manglisi (siglo VII); los monasterios de Gudareji (siglo XIII), Pitareti (siglo XIII);  la iglesia de Abelia (siglo XIII),. El territorio tiene muchas fortalezas en ruinas de la época medieval como Birtvisi, Kldekari o la ciudad fortificada de Samshvilde.

### Transporte
La carretera principal internacional S6 desde Tiflis a través de Marneuli hasta la frontera con Armenia atraviesa el extremo sureste del municipio, parte de la ruta europea E117 y en esta sección también la ruta europea E001. En Koda, la carretera nacional Sh31 se bifurca, que une todo el municipio de este a oeste y continúa por Tsalka hasta Ninotsminda. En el sur, la carretera nacional Sh33 va desde Marneuli a través de Tetritskaro hasta Tsalka. En Tetritskaro hay una conexión cruzada entre las dos rutas con la Sh34, mientras que la Sch35 representa una conexión desde Tetritskaro hasta el municipio vecino del sur de Bolnisi. En el noreste, el Sh36 es una conexión cruzada más corta pero mal desarrollada desde el Sh31 cerca de Manglisi hasta la capital. 
A través de Tetritskaro pasa la línea ferroviaria Marabda-Ajalkalaki, que Turquía al extenderla hasta Kars y formar parte de la nueva conexión ferroviaria entre Azerbaiyán y Turquía (Bakú-Tiflis- Kars).

## Galería

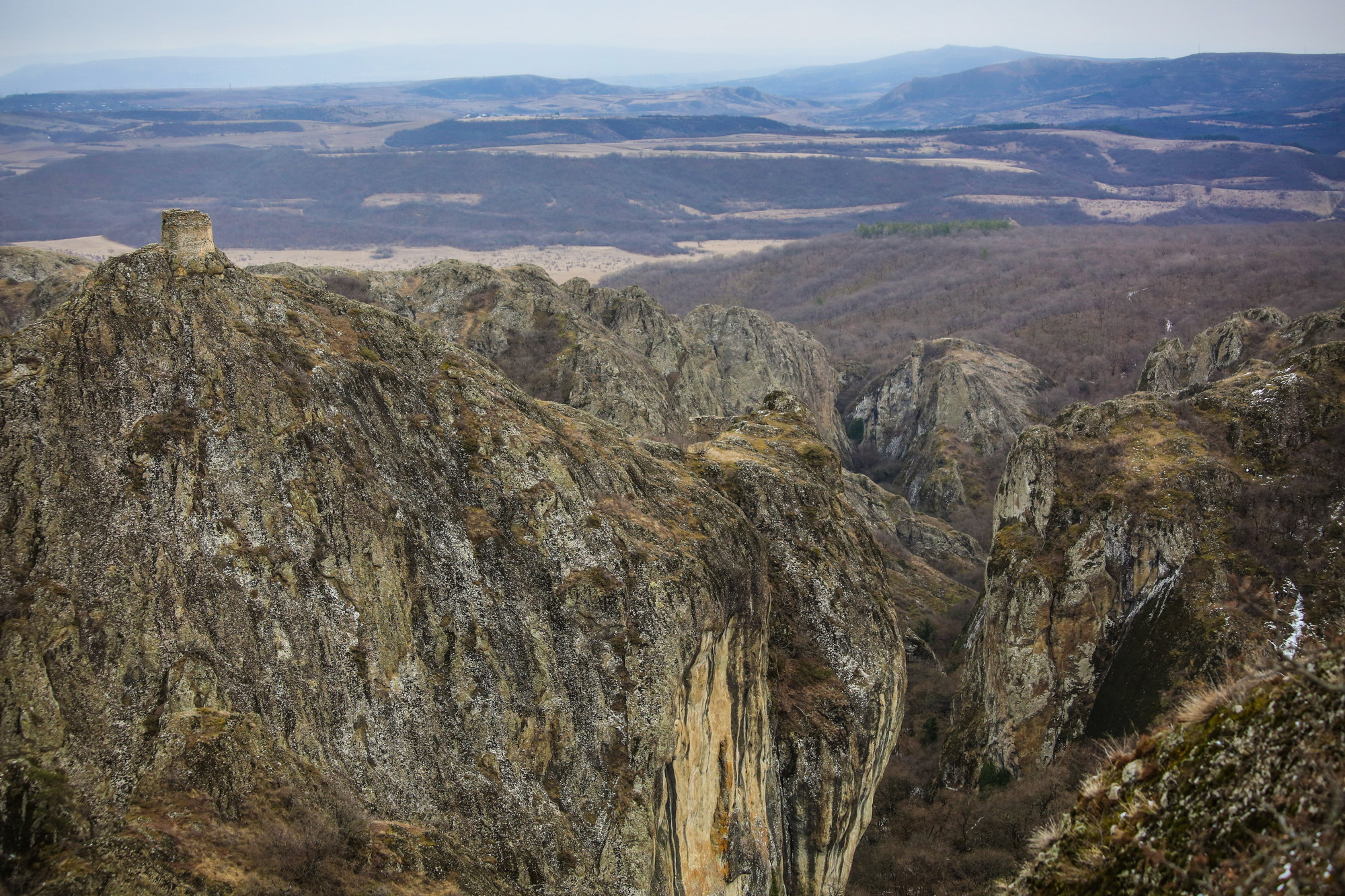
Birtvisi
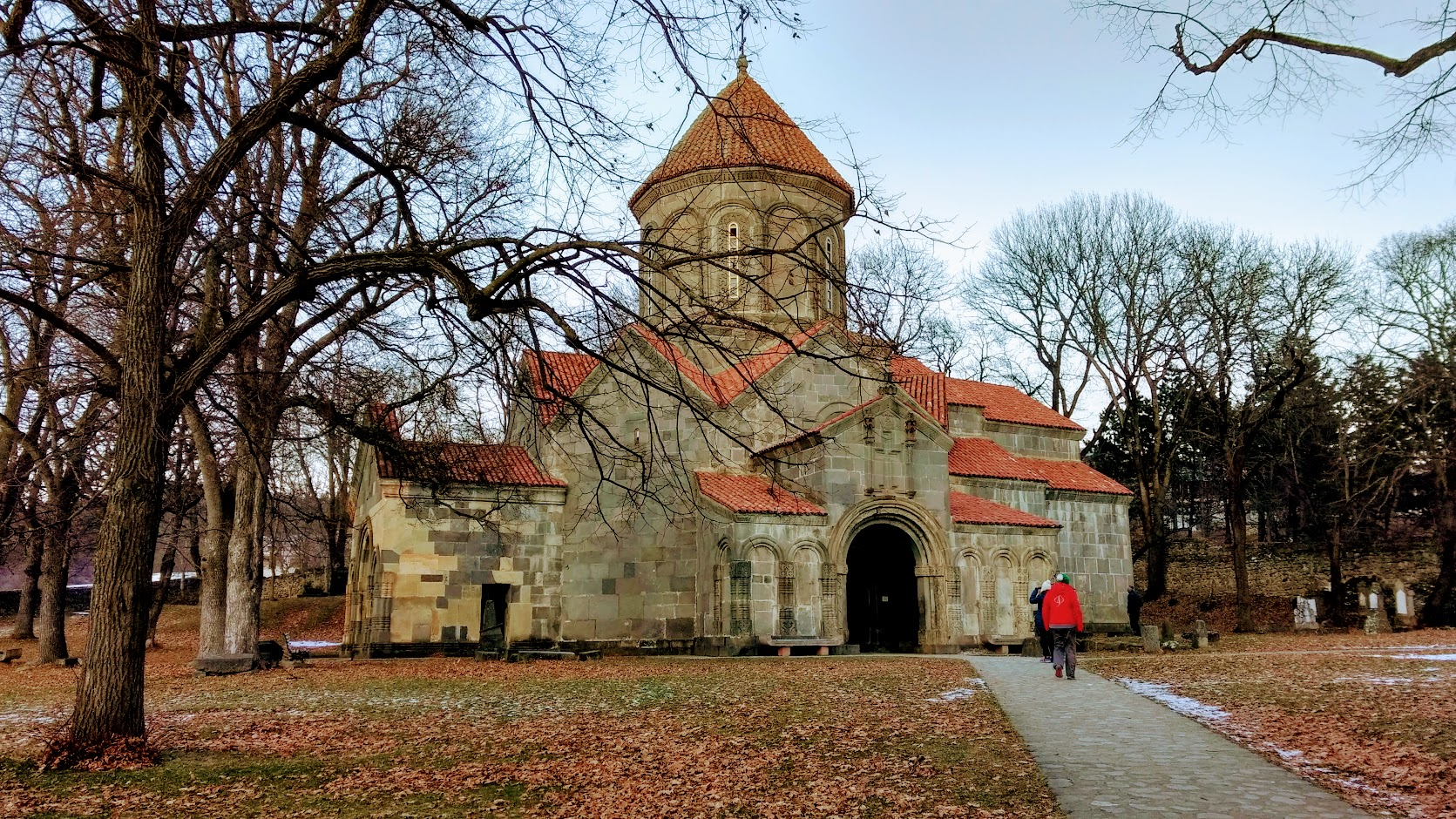
Catedral de Manglisi
Samshvilde
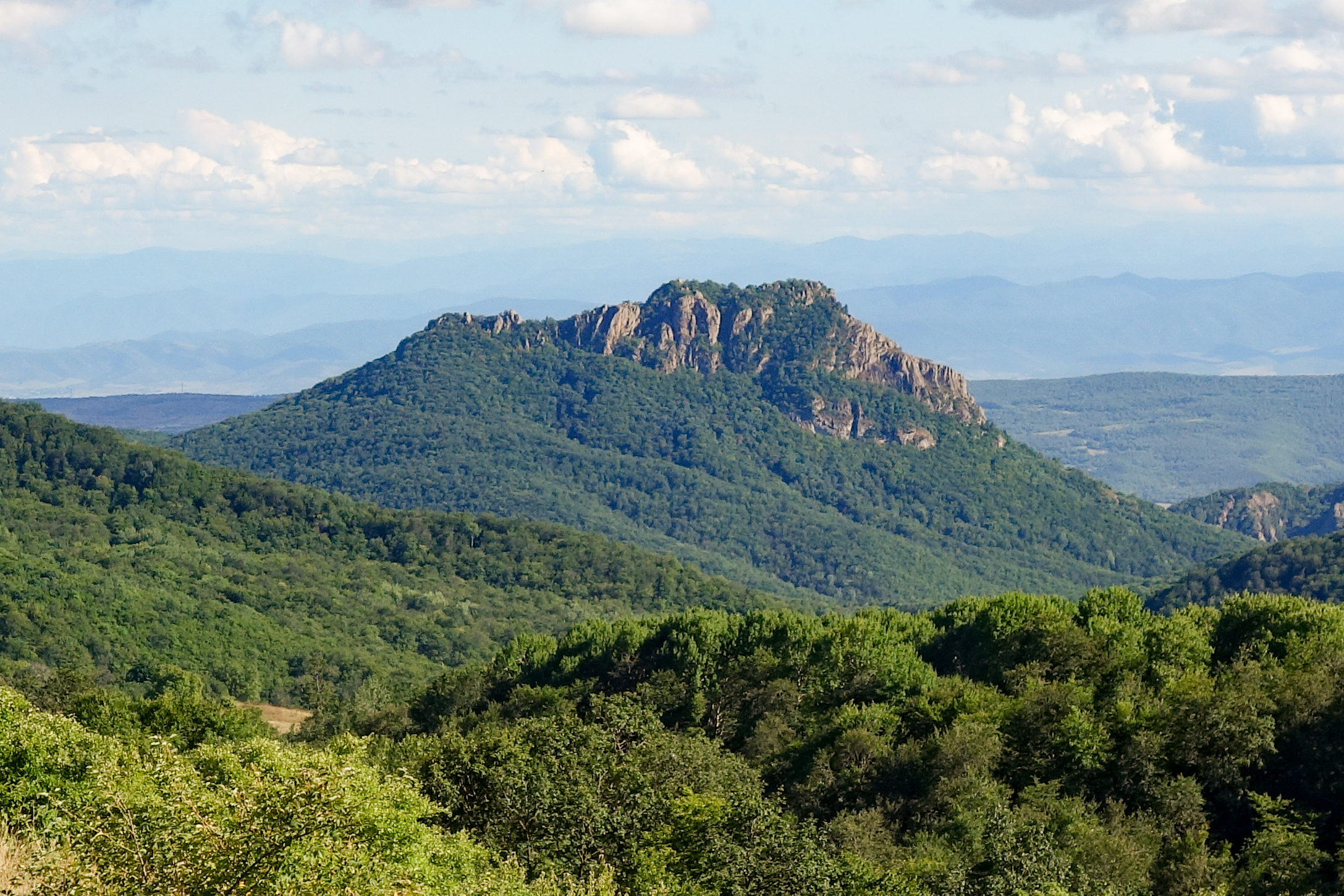
Fortaleza de Orbeti
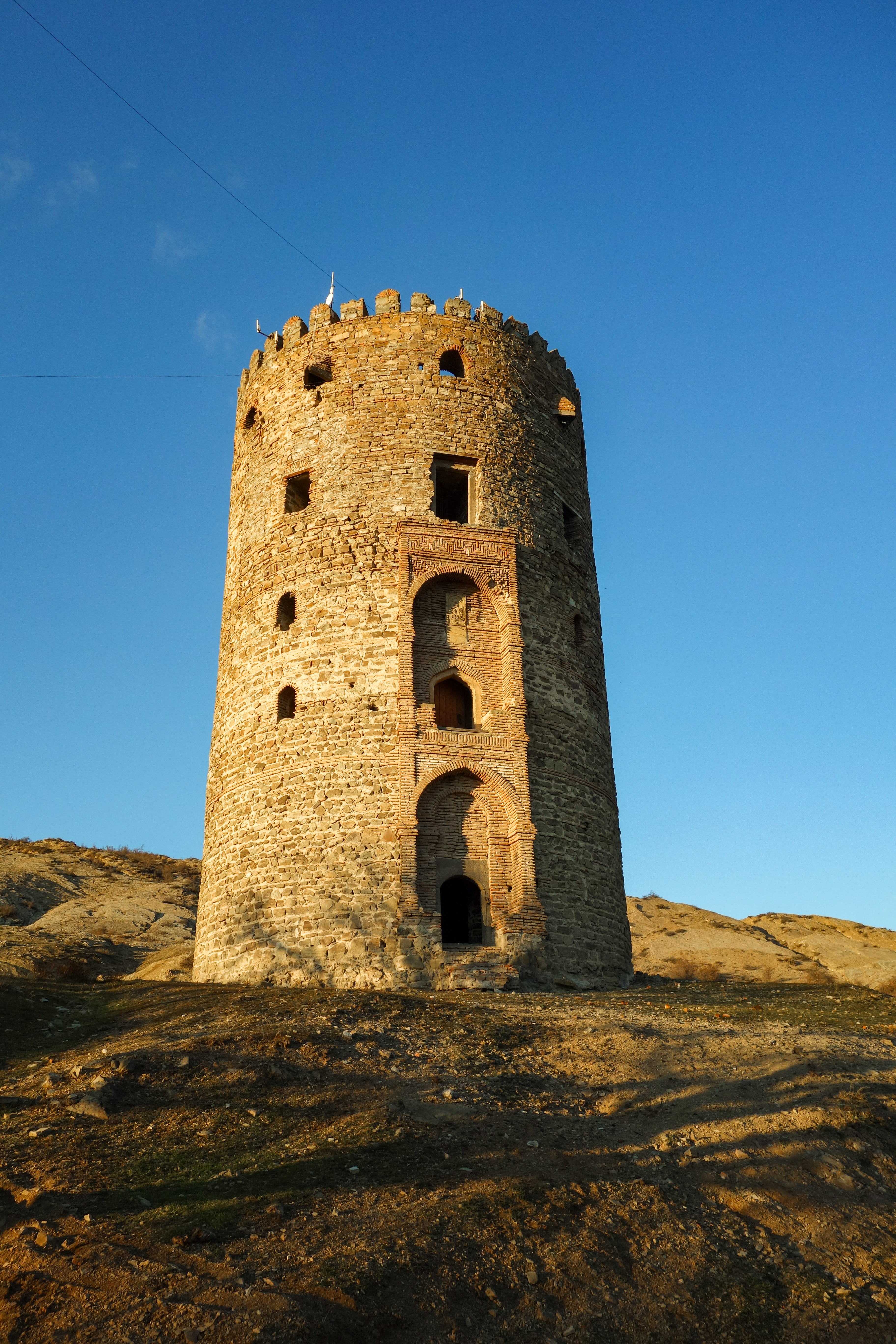
Torre de Saljino